# Glory Boys
Glory Boys è il primo album discografico del gruppo musicale inglese Secret Affair, pubblicato il 20 novembre 1979 dalla I-Spy Records.

## Tracce
1. Glory Boys
2. Shake and Shout
3. Going to a Go Go
4. Time for Action
5. New Dance
6. Days of Change
7. Don't Look Down
8. One Way World
9. Let Your Heart Dance
10. I'm Not Free (But I'm Cheap)

## Formazione
- Ian Page - cantante
- Dave Cairns - chitarra
- Dennis Smith - basso
- Seb Shelton - batteria
- Dave Winthrop - sassofonista